# Ticknall
Ticknall – wieś w Anglii, w hrabstwie Derbyshire, w dystrykcie South Derbyshire. Leży 13 km na południe od miasta Derby i 172 km na północny zachód od Londynu.